# Geografía de la República Centroafricana
La República Centroafricana tiene una superficie de 62,3 millones de hectáreas y una población de 4,6 millones de personas. Consta de una vasta altiplanicie ondulada de 600 a 800 metros de altitud, del tamaño de Francia o Ucrania, que separa las cuencas del río Congo, al sur y del lago Chad, al norte. Al norte se encuentra Chad; al sur se encuentra la República Democrática del Congo; al este se encuentran Sudán y Sudán del Sur, este último con una frontera mucho más larga; al sudoeste, se encuentra la República del Congo, y al oeste, Camerún. La capital, Bangui, se halla en la frontera sur, formada por el río Ubangui, afluente del río Congo.
El país se encuentra dividido no solo por las cuencas de los ríos, sino por dos culturas diferentes a ambos lados. El norte forma parte del Sahel y está poblada por comunidades de pastores nómadas y mercaderes musulmanes, y el sur, por poblaciones de sabana y de río inicialmente animistas y en la actualidad en su mayoría cristianos. Grupos rebeldes musulmanes procedentes de Chad y Sudán cruzaron la frontera y formaron una alianza llamada Seleka que se hizo con el poder en 2013, lo que ha provocado fuertes enfrentamientos con los cristianos y numerosos refugiados en los países vecinos. El país, rico en oro y diamantes, solo puede explotar los bosques que se encuentran al sur. La elección del presidente Faustin-Archange Touadéra en 2016 acabó con el conflicto momentáneamente, pero las luchas entre las facciones ex Seleka y las milicias anti-balaka, que controlan una buena parte del territorio, continuaban en 2017.
A pesar de encontrarse en una zona tropical relativamente húmeda, los bosques solo ocupan el 6 por ciento del país, unos 3,8 millones de hectáreas, de las que solo 300.000 están protegidas. La explotación forestal se centra en las zonas fronterizas de Congo y Camerún; en el este, las dificultades del acceso han permitido una mejor conservación.

## Relieve

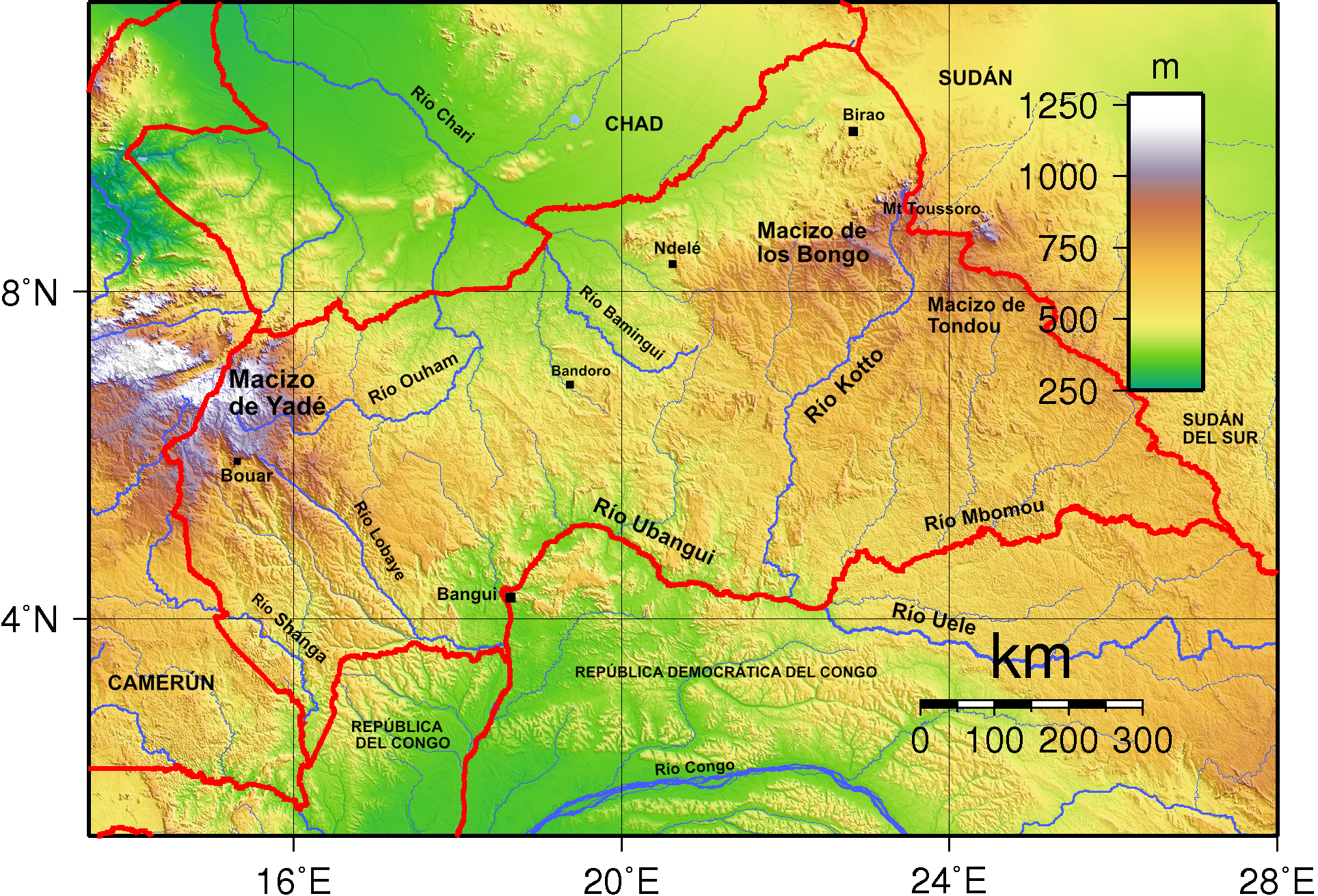
Topografía y ríos de la República Centroafricana

La república Centroafricana está atravesada por una cresta montañosa de escasa altitud que discurre de sudoeste a nordeste y separa las cuencas del río Congo y el lago Chad. Hacia el nordeste se eleva y en la frontera con Sudán y Sudán del Sur se encuentra el macizo de Tondou, una meseta cuyas alturas oscilan entre 800 y 1.000 m y que culmina en el monte Ngouo, a 1.055 m. El río Kotto, afluente del río Ubangui, que vierte hacia el sur, separa este macizo de los montes de los Bongo, al nordeste, que culminan en el monte Ngaya, de 1.360 m y en el monte Toussoro, de 1300 m.
En la parte septentrional del país se extiende una llanura levemente ondulada, más seca, de 380-400 m de altura que se alza progresivamente por encima de los 500 m hacia el centro del país y desciende suavemente hacia el sur, hacia el río Ubangui, cuya cuenca ocupa las dos terceras partes del país.
Hacia el este, la tierra es cada vez más seca. La frontera con Sudán del Sur separa la divisoria del aguas del Nilo y el río Congo. Al oeste, en la frontera con Camerún, se alza el macizo de Yadé, también llamado montes Karre, granítico, más húmedo, con cimas en el monte Ngaoui, de 1.420 m y el monte Kayagangiri, de 1.168 m, en la divisoria de aguas de los ríos Congo y Chari, y refugio contra la colonización francesa a principios del siglo XX.

## Clima

Mapa de la clasificación de Köppen del clima de la República Centroafricana. En color calabaza, clima semiárido, en azul, tropical de sabana, aunque es más húmedo hacia el sur y el oeste.

El clima de la República Centroafricana es tropical de sabana, bastante húmedo, en el norte y en los bosques del sur, con una estación seca en invierno, y una estación húmeda, más larga en el sur y más limitada en el norte. La mayor parte del país está cubierto de sabana con árboles; en el extremo norte el territorio es más seco por la proximidad del Sahel, en cambio, en el sur hay todavía bosques lluviosos.
En el extremo norte las noches son frías en invierno (14-16.oC), mientras que durante el día hace calor; el viento del nordeste, el harmattan, trae nubes de polvo desde el desierto del Sahara. En Birao, a 460 m de altitud, las temperaturas máximas, que superan todo el año los 30.oC, superan los 36.oC entre febrero y mayo. En esta localidad de la prefectura de Vakaga, caen 725 mm en 70 días, la mayor parte entre mayo y septiembre.
En el centro-norte del país, en Ndelé, las lluvias aumentan, caen 1.170 mm en 93 días; como en Birao,  o llueve entre noviembre y febrero, pero entre julio y septiembre caen más de 200 mm cada mes. En el noroeste, en el macizo de Yadé, en Bouar, a 1.000 m de altitud, caen 1.400 mm, con más de 100 mm entre abril y octubre, y temperaturas más suaves, con máximas medias de 26.oC en julio y agosto. 
En el sur, en la capital, Bangui, junto al río Ubangui, a 369 m de altitud, caen unos 1.500 mm al año, en 88 días; como en Bouar, no deja de llover, pero entre marzo y octubre se superan los 100 mm. Las temperaturas máximas rondan los 30.oc todo el año, y las mínimas oscilan entre 18 y 20.oC.

## Hidrografía

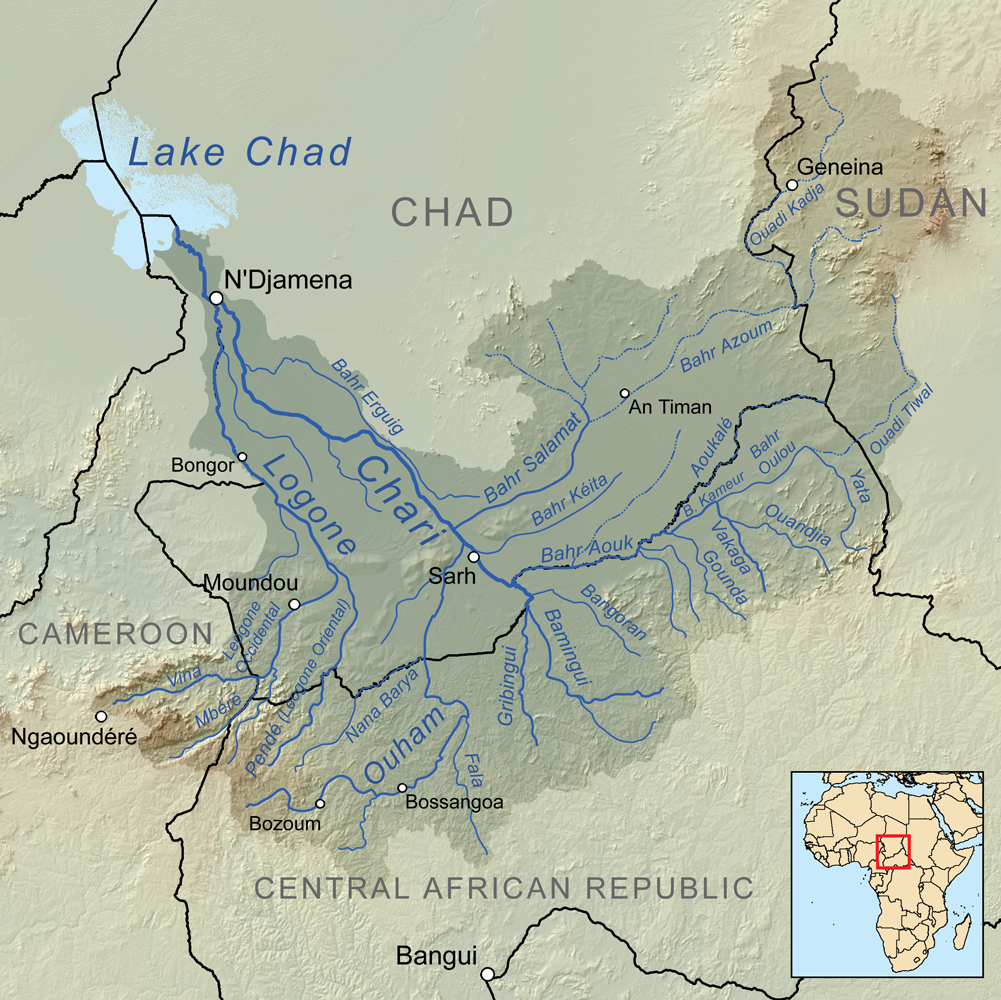
Cuenca del río Chari

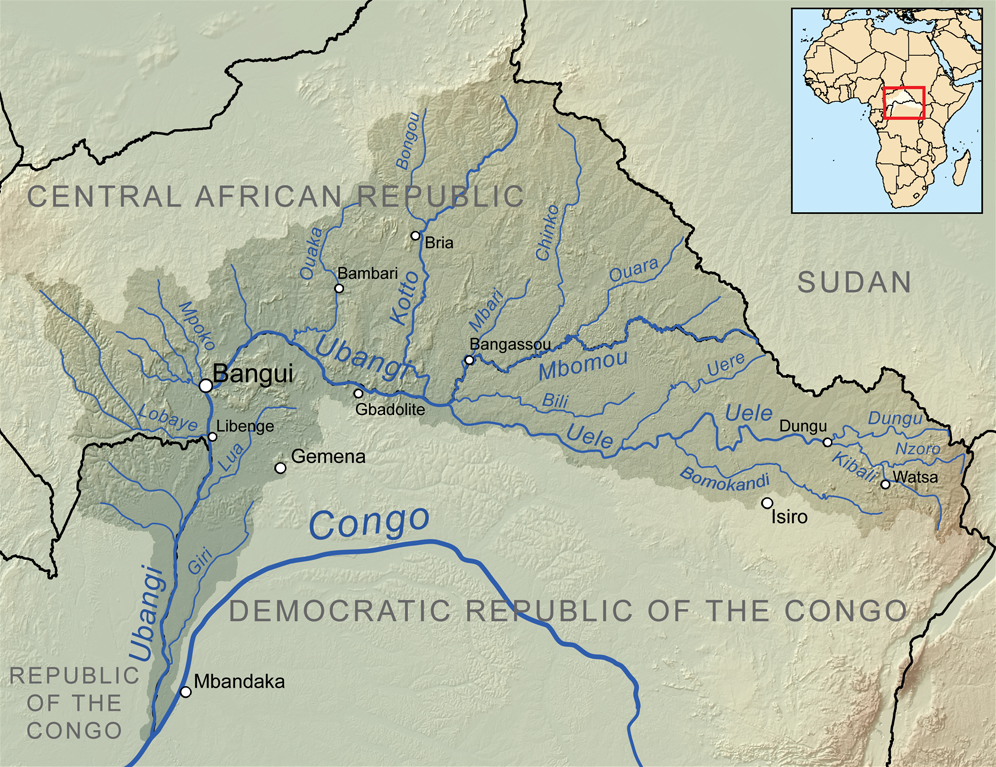
Cuenca del río Ubangui

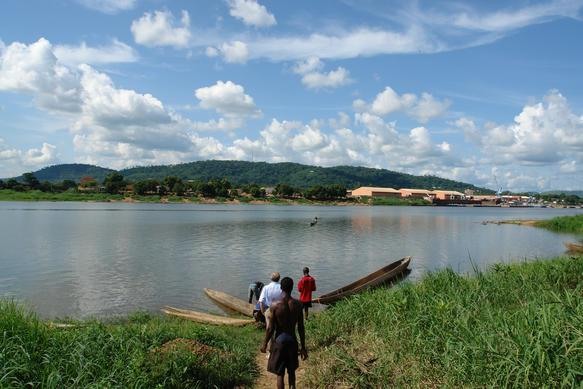
El río Ubangui cerca de Bangui.

El norte del país forma parte de la cuenca del lago Chad, con ríos efímeros entre los que destacan el río Aouk, que forma la frontera con Chad en el nordeste, y sus afluentes por la izquierda, los ríos Kameur, Teté y Gourdai. El Kameur tiene como afluentes a los ríos Oulou, Ouandja y Gounda, procedentes del macizo de los Bongo. El río Tete marca el límite occidental del Parque nacional del Manovo-Gounda St. Floris.
En el centro del país y hacia la cuenca de Chad drenan también los ríos Bamingui, Gribingui y Gamboran, que se unen en Chad para formar el río Chari. Más al oeste, el río Ouham, nace en el macizo de Yadé, y que luego cambia el nombre por el de río Sara, recibe a los ríos Nana Barya por la izquierda, y Fala, por la derecha.
La cuenca del río Congo, que ocupa las dos terceras partes del país, al sur, con caudales más permanentes, tiene como cauces principales el río Ubangui y el río Sangha, con sus afluentes. El río Sangha se forma de la unión del río Mamberé y el río Kadéi en Nola y forma un tramo de la frontera con Camerún, en el extremo sudoccidental. 
El río Ubangui, por su parte, marca la frontera del sur con la República Democrática del Congo. En su mitad oridental, sin embargo, la frontera la marca el río Mbomou o Bomu, ya que el Ubangui aparece de la unión de este río y el río Uele. El río Bomu recibe por el norte a los ríos Ouara, Chinko y Mbari, y el río Ubangui recibe a su afluente más importante, el río Kotto, que separa el macizo de los Bongo del macizo de Tondou y atraviesa todo el centro del país de norte a sur, al río Ouaka, al Mpoko, ya en Bangui, y al río Lobaye en Libenge, en la frontera entre los dos Congos.

## Medio ambiente y parques nacionales
La república Centroafricana comprende diversas áreas biogeográficas. La Organización Internacional de las Maderas Tropicales considera varias, progresivamente más secas de sur a norte: una zona de clima húmedo guineano, al sur, con lluvias entre 1500 y 1800 mm, y un bosque denso y húmedo; una zona sudanoguineana de transición, con lluvias entre 1000 y 1500 mm, una zona sudanoguineana más seca, con fragmentos de bosque húmedo, sabana abierta y arboledas secas, y en el extremo norte, el Sahel, sabana con lluvias inferiores a 800 mm. El área de bosque se ha ido reduciendo poco a poco. En 2000 había 22,0 millones de hectáreas según la FAO, incluyendo los bosques esteparios de sabana. En 2005, la OIMT calculaba 3,8 millones de hectáreas de bosque lluvioso explotable.
Los bosques cerrados del sudoeste y el sudeste son semicaducos debido a la sequía invernal. A continuación, se da una zona de transición entre bosque y sabana, siguen los bosques de galería en medio de la sabana y por último una sabana inmensa que cubre un área de 17 millones de hectáreas. 
Los bosques húmedos poseen especies muy valiosas como el limba, un árbol que alcanza 60 m de altura, el sapeli y el ayous, y animales como el elefante de bosque, el gorila occidentales de llanura y el bongo.

### Parques nacionales

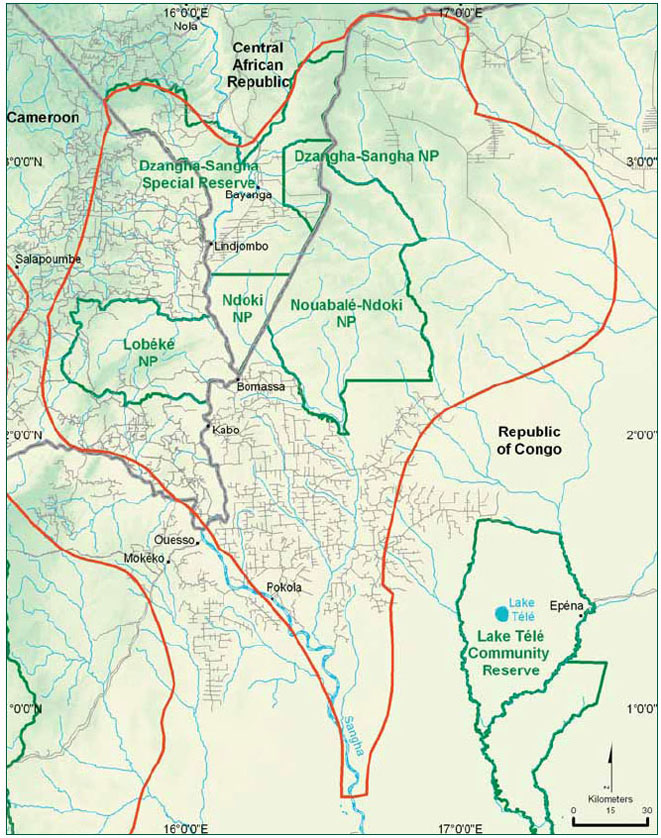
Complejo de la Reserva Shanga Trinational

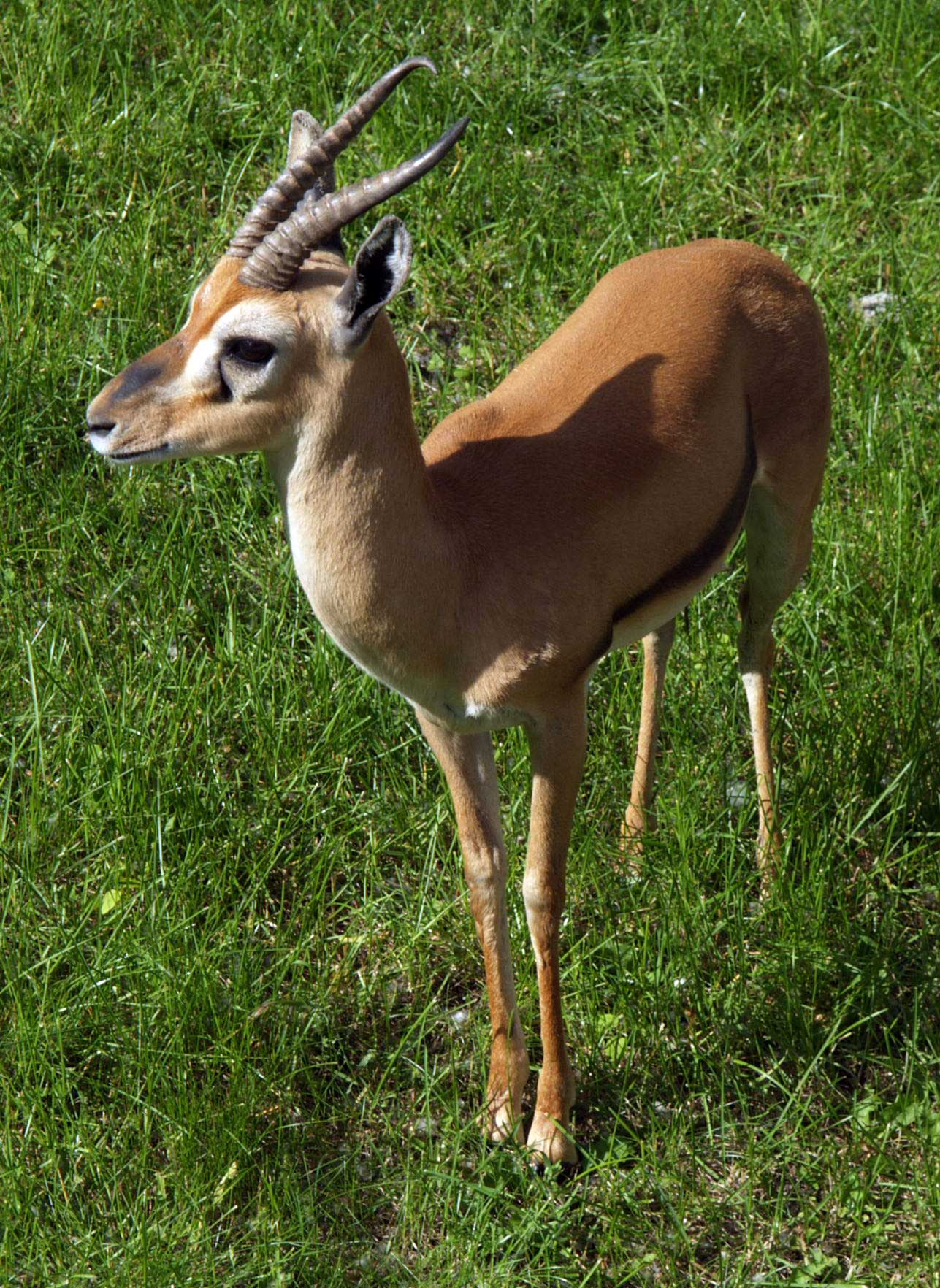
Gacela rufina, una de las especies que habitan en el parque nacional del Manovo-Gounda St. Floris

Hay cinco parques nacionales en la República Centroafricana, en ámbitos que van desde el bosque lluvioso a la sabana en el extremo norte. En ellos se encuentran numerosas especies en peligro y son importantes reservas de aves.
- Parque nacional André-Félix, 1960, 1700 km², limita con Sudán en el nordeste, en el macizo de los Bongo. Bosque y sabana arbolada; avestruces, elefantes, cocodrilos, jirafas, hipopótamos, etc. Es contiguo al Parque nacional Radom, de Sudán, de 12.500 km², y su zona de amortiguación es la Reserva de fauna de Yata Ngaya, de 4.200 km².
- Parque nacional de Bamingui-Bangoran, 1993, 10.700 km², en el norte, cerca de la frontera con Chad, contiene la Reserva natural integral de Vassako Bolo, de 860 km². Es el límite septentrional de muchas especies de sabana. Bosques caducos, de sabana y de galería.[8] Ecorregión sudanesa, licaón del Chad (Lycaon pictus sharicus), guepardo del Sudán (Acinonyx jubatus soemmeringii), león de África occidental,  manatí de África Occidental etc., además de ser una importante zona de protección de aves.
- Parque nacional Dzanga-Ndoki, 1990, 1.143 km², en el sudoeste, en la frontera de la República del Congo, dividido en dos sectores, Dzanga (496 km²), al norte, y Ndoki (725 km²), al sur, separados por la Reserva especial Dzanga-Sangha (3.359 km²) y unidos al parque nacional de Nouabalé-Ndoki, en la República del Congo, con el que forman el área protegida del bosque Sangha Trinational,[9] especialmente abundante en gorilas occidentales de llanura.
- Parque nacional Mbaéré-Bodingué, 2007, 960 km², en el sur, bosque tropical húmedo de la cuenca del Congo, cerca de Bangui, es un humedal entre los ríos Mbaéré y Bodingué, y forma parte de un complejo de áreas de bosque protegidas conocida como bosques de Ngotto, en una zona de extracción forestal, minera y de caza que ocupa más de 7000 km².
- Parque nacional del Manovo-Gounda St. Floris, 1988, 17.400 km², en el norte, cerca de la frontera con Chad, sabana entre los ríos Aouk y Kameur, al sudoeste del macizo de los Bongo; rinocerontes negros, elefantes, leopardos, guepardos, gacelas, búfalos, jirafas, leones, Patrimonio de la Humanidad por la Unesco, en peligro desde 1997 por los conflictos armados de la región.

Al sudeste del país, cerca de la frontera de Sudán del Sur, se encuentra la Reserva de fauna de Zemongo, creada en 1925, ampliada en 1975 y con 13 000 km². Forma parte del bosque de miombo, posee sabana y bosques de galería y en él viven chimpancés orientales. Está unida por el oeste con la Reserva de la naturaleza de Chinko, 17.600 km² de sabana y bosque tropical. Otras reservas de fauna son Aouk Aoukale (3.451 km²), en la frontera con Chad; Yata Ngaya (4.200 km²), en el norte de la frontera con Sudán del Sur; Ouandjia Vakaga (7.233 km²), en el macizo de los Bongo, y Nana Barya (2.313 km²), en la frontera con Chad.

## Etnias de la República Centroafricana

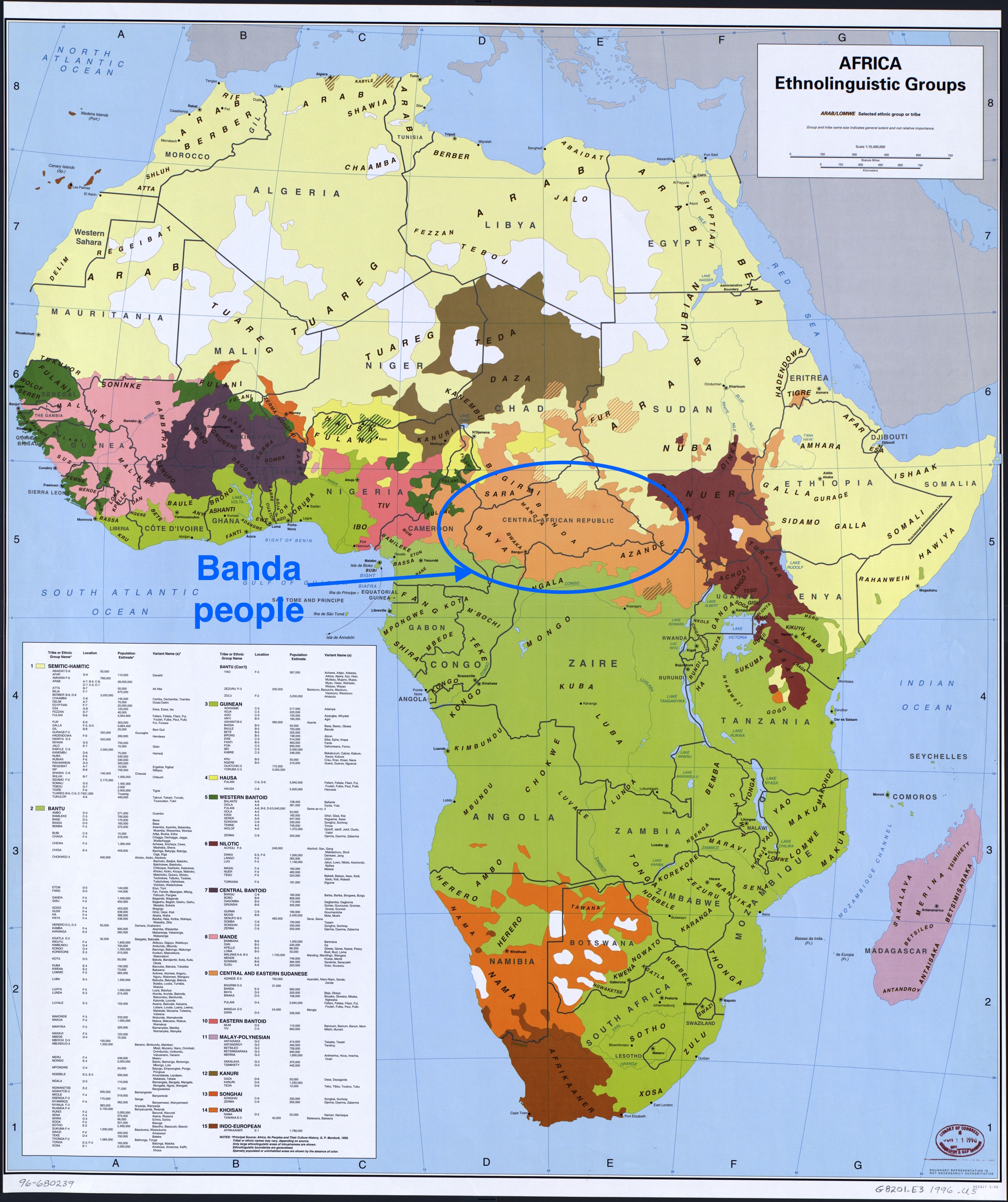
Distribución de los banda, uno de los pueblos de la República Centroafricana, en un mapa etnolingüístico de África.

En la República Centroafricana hay unos 80 grupos étnicos que van desde los pigmeos aka, cazadores recolectores, hasta los azande. Antes de la llegada de los europeos, los nativos se consideraban miembros de un clan antes que de un gran grupo étnico, y las relaciones con clanes que hablaban lenguas diferentes iban desde el comercio pacífico y los matrimonios entre tribus a la guerra y la esclavización. Los intentos de la administración colonial para dividir el país en grupos étnicos definidos nunca fue viable. Los franceses crearon un grupo elitista en el sur con tribus como los mbaka, los yakoma y los ubangi, que una vez lograda la independencia asumieron altos cargos políticos. Esto ha creado problemas políticos con las regiones del norte, donde hay más población.
En el país hay una minoría dispersa de comerciantes griegos portugueses y yemeníes, y unos pocos franceses viven en Bangui, donde viven también comerciantes de diamantes de África Occidental y Chad, y refugiados de varios países, como la República Democrática del Congo.

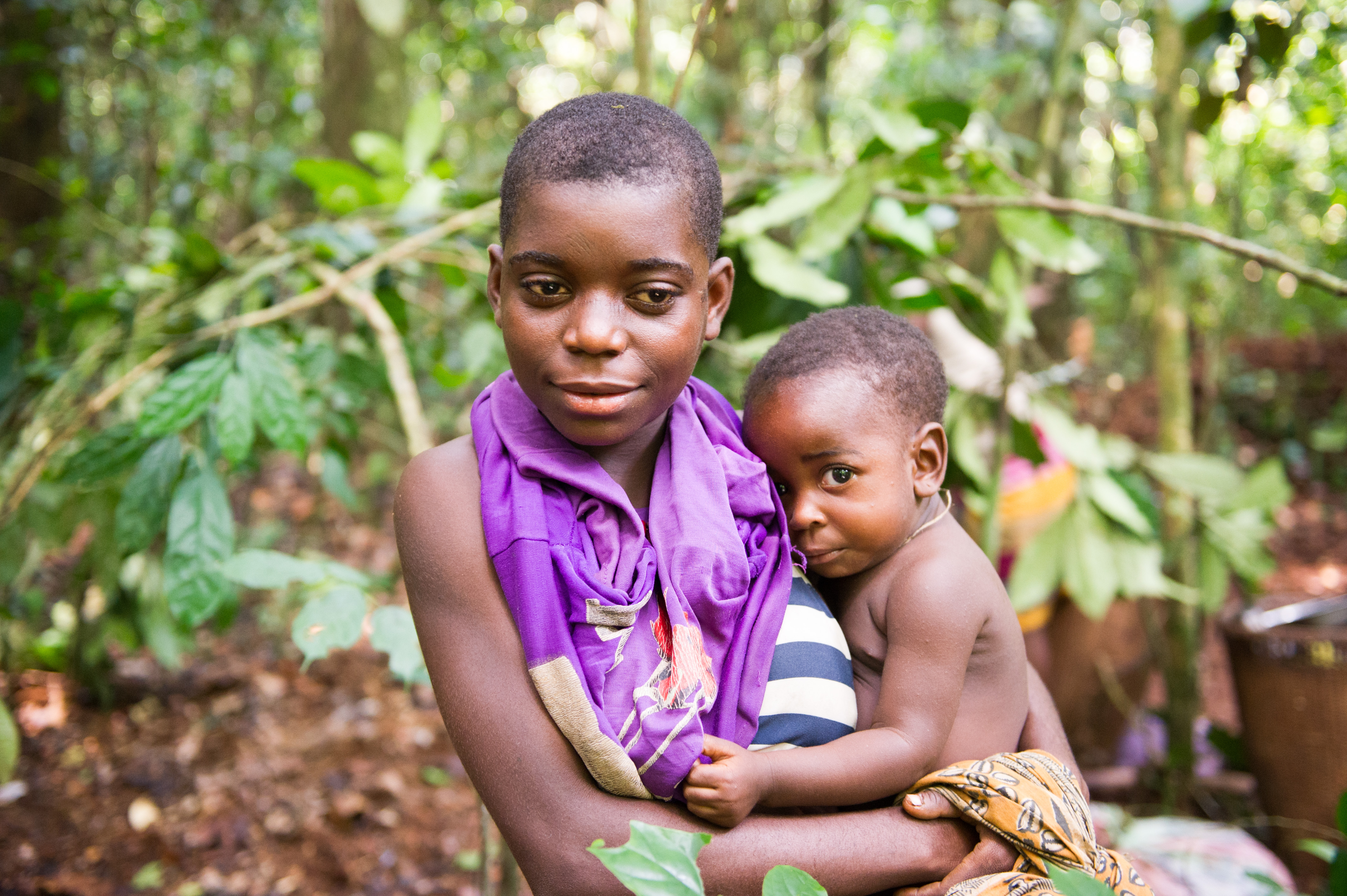
Pigmeos aka al sur de la República Centroafricana en una foto de 2015.

Los pueblos más numerosos son los baya o gbaya, en torno a 1,2 millones, al oeste del país, y los banda, cerca de 1 millón, en la región central oriental. En la sabana del centro del país viven los mandija, unos 250.000, relacionados con los gbaya, los sara, los mbum o mboum, los yakoma, los azande, los baggara, los dukpu, los fulani (unos 270.000 en la RCA), los kara, los kresh, los ngbandi (unos 122.000), los mbaka, los banda-banda (unos 130.000), los yulu y varios subgrupos, como los bororo, de los fulani. En las regiones boscosas del sudoeste, ya en la cuenca del río Congo, viven los pigmeos, entre 8000 y 20.000 en 2005.